# Darren McGregor
Darren McGregor (* 7. August 1985 in Edinburgh) ist ein ehemaliger schottischer Fußballspieler.

## Vereinskarriere
Darren McGregor begann seine Karriere bei den  Arniston Rangers, bevor er zum FC Cowdenbeath kam. Mit dem Verein konnte er im ersten Jahr als Profi die Saison 2005/06 als Meister der Third Division abschließen. Nach sieben Jahren Vereinszugehörigkeit wechselte McGregor im Juni 2010 gemeinsam mit seinem Teammanager Danny Lennon, unter dem er zwei Jahre in Cowdenbeath gespielt hatte, zum FC St. Mirren. Bei dem im Jahr 1877 gegründeten Fußballclub aus der Stadt Paisley unterschrieb er für zwei Spielzeiten. Er debütierte für das neue Team am 1. Spieltag der Saison 2010/11 im Heimspiel gegen Dundee United. Im Februar 2012 verlängerte der Defensivspieler seinen am Saisonende auslaufenden Vertrag vorzeitig um zwei weitere Jahre. Die Spielzeit 2012/13 verpasste er verletzungsbedingt fast komplett, so auch das Finale um den Schottischen Ligapokal. In der folgenden Saison absolvierte er 35 von 38 möglichen Ligaspielen für die Buddies. Im Juni 2014 unterschrieb er einen Kontrakt für eine Saison plus Option bei den Glasgow Rangers, mit denen er in der zweitklassigen Scottish Championship spielte. Trotz seiner 37 Ligaeinsätze als Stammspieler in der Saison 2014/15 verlängerten die Rangers seinen Vertrag nicht, sodass McGregor zu Hibernian Edinburgh wechselte. Im Jahr 2023 beendete er seine Karriere in Edinburgh.

## Erfolge
- mit dem FC Cowdenbeath:
  - Aufstieg in die Second Division: 2005/06

- mit dem FC St. Mirren:
  - Schottischer Ligapokal: 2012/13

- mit Hibernian Edinburgh
  - Scottish FA Cup: 2015/16